# Tevatron

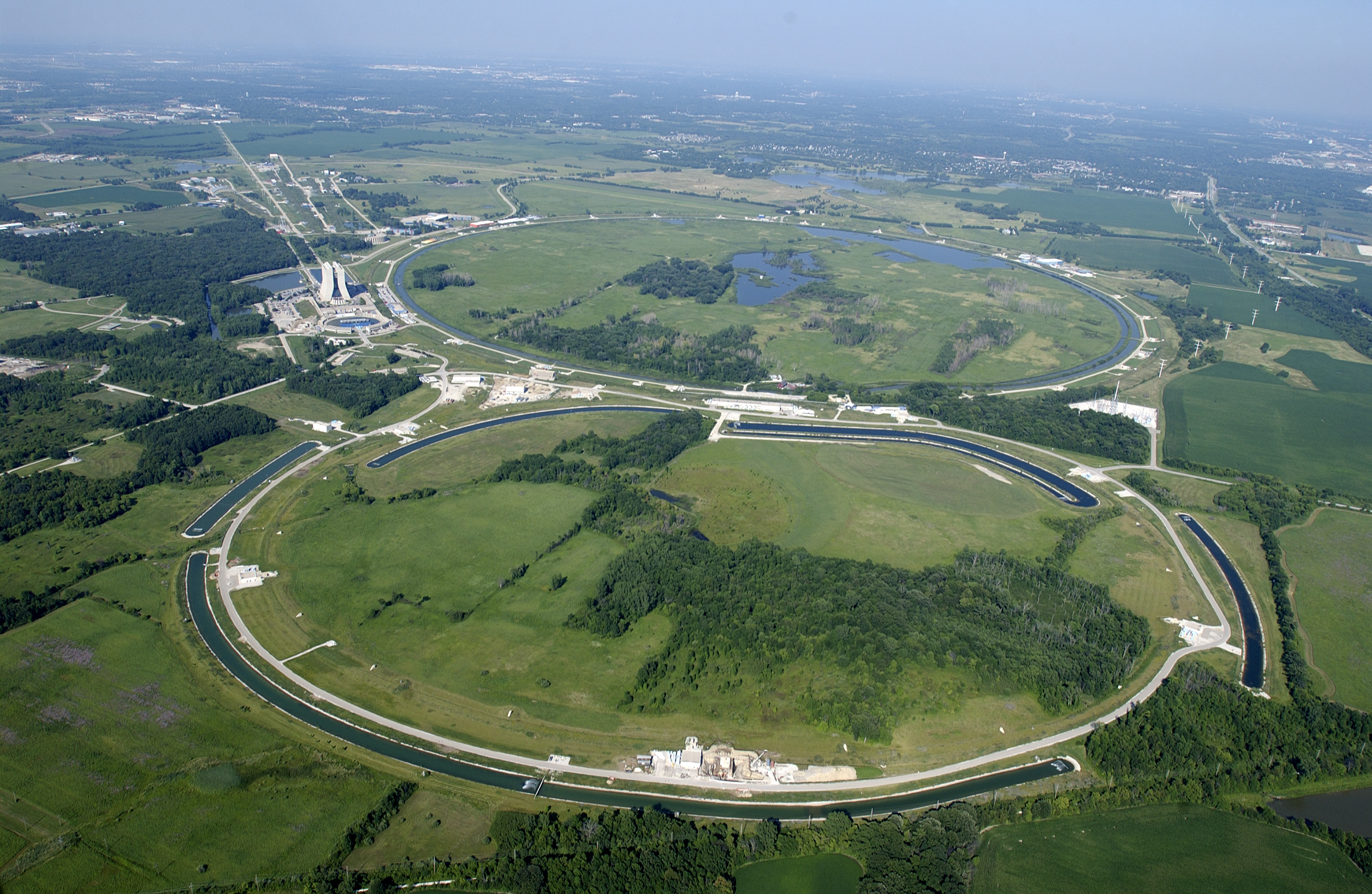
Tevatron

De Tevatron-ring is de deeltjesversneller van Fermilab bij Chicago waarin protonen met antiprotonen worden gebotst. Tussen juli 1990 en augustus 1995 (Run I) gebeurde dit bij een zwaartepuntsenergie van 1,8 TeV (1 TeV {\displaystyle =10^{12}} elektronvolt). In 2001 startte Run II. De zwaartepuntsenergie is tijdens Run II 1,96 TeV. Voordat de Large Hadron Collider (LHC, de deeltjesversneller op het CERN) begonnen is met het laten botsen van protonen, was de Tevatron-ring de krachtigste deeltjesversneller ter wereld.
De botsingen tussen de protonen en antiprotonen in de Tevatron-ring worden geregistreerd door twee deeltjesdetectoren, D0 en CDF. Bij deze twee experimenten werd in 1995 de topquark ontdekt.
Sinds 30 september 2011 is Tevatron gesloten.